# 米爾普山 (辛加區)
9°18′32″S 76°50′15″W / 9.30889°S 76.83750°W
米爾普山（西班牙語：Millpo），是秘魯的山峰，位於該國中部瓦努科大區，由瓦馬利埃斯省的辛加區負責管轄，屬於安地斯山脈的一部分，海拔高度4,400米。